# Direcția - Social Democrația
Direcția - Social Democrația (în slovacă Smer – sociálna demokracia, abreviat SMER–SD) este un partid politic național-populist din Slovacia. Partidul a fost fondat și este condus de Robert Fico, fost prim-ministru al Slovaciei în perioada 2006-2010 și 2012-2018. Partidul pretinde a fi social-democrat cu caracteristici naționale slovace, în timp ce politologii l-au catalogat drept extremist și antisistem.
Partidul a fost fondat în 1999 de Robert Fico, având o retorică populistă și centristă, adoptând o politică de a treia cale. În 2005, în urma fuzionării cu mai multe partide social-democrate, partidul s-a poziționat pe spectrul politic de centru-stânga.
La sfârșitul anilor 2010, partidul a migrat de la stânga pro-europeană la stânga patriotică, mai ales după plecarea fracțiunii lui Peter Pellegrini. În timpul Pandemiei de COVID-19, acesta a avut o poziție antivaccinistă, mai mulți lideri ai partidului promovând diverse teorii ale conspirației. 

Simbolul partidului în perioada 2005-2019

În prezent, partidul include retorici rusofile, antiamericane, homofobe și romafobe. Unii jurnaliști și politologi l-au catalogat drept neofascist.
Alături de PSD, a fost descris ca enfant terrible al Partidul Socialiștilor Europeni.